# Lactobacillus animalis
Lactobacillus animalis è una specie di batterio appartenente alla famiglia delle Lactobacillaceae.